# 當家猴王
當家猴王（英語：Stronger），是一匹曾在澳洲和香港出賽的已退役賽駒，來港後練馬師早期是約翰摩亞，後期是韋達。競賽生涯中一勝國際一級賽。

## 簡介
2019年5月4日，薛恩策騎「當家猴王」勝出澳洲昆士蘭黃金海岸馬場的國際三級賽肯·羅素紀念經典賽。其後，「當家猴王」被運來香港服役，加盟約翰摩亞馬房。
2019年12月1日，「當家猴王」於香港首次出賽。
2020年2月12日，「當家猴王」打開其在港的勝利之門。
2020年6月17日，「當家猴王」從約翰摩亞馬房轉投韋達馬房。
2022年1月23日，何澤堯策騎「當家猴王」勝出國際一級賽百週年紀念短途盃，為韋達帶來從練首項一級賽冠軍。賽後，何澤堯表示：「只要在狀態，『當家猴王』通常都能夠交出水準。今仗步速很適合牠，有利於我們發揮。牠的鬥心非常強悍，當有對手逼近的時候，牠就會更加戮力拼搏。」練馬師韋達說道：「身為騎師時，我贏過許多一級賽。如今首次以練馬師身份勝出一級賽，實在太好了。我曾數度緊張得身體僵硬，但這屬於快感。」他續說：「『當家猴王』上仗在該場國際賽事中受傷，但幸好馬兒有大力勒避而未受到嚴重影響。賽後我們將牠送上從化散心，過了一段日子才讓牠返回沙田，安排牠試閘，令牠回復信心。自從那一次試閘之後，牠從未出過任何差錯。以往牠的運氣不太好，曾數度僅敗，落敗各有藉口，但今天一切情況都符合牠的需要，在這種情況下，牠便能交出大家今天見到的表現。上週牠在試閘中的走勢顯示其狀態即將達至大勇之境。不過，我不怕告訴你，這是我此生至今感覺最漫長的四百米。我們的爭勝策略是讓牠留居於後，入直路從外側展開衝刺。跑第二的那匹馬（顯心星）被迫要繞過我們上前，變相一直從後追趕我們。看，牠被對方逼得簡直喘不過氣來，但牠奮力抵抗，這就是勝負的關鍵所在。這段四百米真是漫漫長路。」
然而，「當家猴王」隨後八次上陣亦未曾再取勝仗，於2023年1月20日，因第二次流鼻血，宣告退役，正式結束其競賽生涯，退役後投身配種行列。

## 在港勝出賽事全紀錄
| 比賽日期   | 賽事名稱         | 賽事班次 | 賽道 | 賽事路程 | 比賽馬場   | 名次 | 完成時間 | 騎師   |
| ---------- | ---------------- | -------- | ---- | -------- | ---------- | ---- | -------- | ------ |
| 12/02/2020 | 粉嶺讓賽         | 第三班   | 草地 | 1000米   | 跑馬地馬場 | 1    | 0:56.11  | 潘頓   |
| 01/11/2020 | 紫菀讓賽         | 第二班   | 草地 | 1000米   | 沙田馬場   | 1    | 0:55.26  | 何澤堯 |
| 23/01/2022 | 百週年紀念短途盃 | G1       | 草地 | 1200米   | 沙田馬場   | 1    | 1:08.78  | 何澤堯 |

## 在港一級賽出賽全紀錄
| 比賽日期   | 賽事名稱           | 賽事班次 | 賽道 | 賽事路程 | 比賽馬場 | 名次 | 完成時間 | 騎師   |
| ---------- | ------------------ | -------- | ---- | -------- | -------- | ---- | -------- | ------ |
| 13/12/2020 | 浪琴表香港短途錦標 | G1       | 草地 | 1200米   | 沙田馬場 | 10   | 1:09.32  | 布達德 |
| 24/01/2021 | 百週年紀念短途盃   | G1       | 草地 | 1200米   | 沙田馬場 | 9    | 1:08.95  | 彭國年 |
| 25/04/2021 | 主席短途獎         | G1       | 草地 | 1200米   | 沙田馬場 | 7    | 1:09.29  | 何澤堯 |
| 12/12/2021 | 浪琴表香港短途錦標 | G1       | 草地 | 1200米   | 沙田馬場 | 5    | 1:09.36  | 何澤堯 |
| 23/01/2022 | 百週年紀念短途盃   | G1       | 草地 | 1200米   | 沙田馬場 | 1    | 1:08.78  | 何澤堯 |
| 24/04/2022 | 主席短途獎         | G1       | 草地 | 1200米   | 沙田馬場 | 7    | 1:08.50  | 何澤堯 |
| 11/12/2022 | 浪琴香港短途錦標   | G1       | 草地 | 1200米   | 沙田馬場 | 9    | 1:09.23  | 布文   |

## 在港以外的大賽賽績
| 比賽日期   | 賽事名稱          | 賽事班次 | 賽道 | 賽事路程 | 比賽馬場     | 名次 | 完成時間 | 騎師   |
| ---------- | ----------------- | -------- | ---- | -------- | ------------ | ---- | -------- | ------ |
| 16/03/2019 | 柏高錦標          | G3       | 草地 | 1200米   | 玫瑰崗馬場   | 3    | —        | 祈普敦 |
| 06/04/2019 | 幼稚園錦標        | G3       | 草地 | 1100米   | 蘭域馬場     | 4    | —        | 祈普敦 |
| 04/05/2019 | 肯·羅素紀念經典賽 | G3       | 草地 | 1200米   | 黃金海岸馬場 | 1    | 1:13.10  | 薛恩   |

## 外部連結
- . 2022-01-23  [2022-01-23]. （原始内容存档于2022-01-23）.